# Antheuil-Portes
Antheuil-Portes ist eine französische Gemeinde mit 410 Einwohnern (Stand: 1. Januar 2022) im Département Oise in der Region Hauts-de-France. Sie gehört zum Arrondissement Compiègne und zum Kanton Estrées-Saint-Denis. Die Einwohner werden Antheuillais genannt.

## Geographie
Die Gemeinde Antheuil-Portes liegt zwölf Kilometer nordwestlich von Compiègne. Umgeben wird Antheuil-Portes von den Nachbargemeinden Ressons-sur-Matz und Marquéglise im Norden, Vignemont im Osten, Braisnes-sur-Aronde im Südosten, Monchy-Humières im Süden sowie Gournay-sur-Aronde im Südwesten und Westen.
Durch die Gemeinde führt die Autoroute A1. 

## Bevölkerungsentwicklung
| Jahr                       | 1962 | 1968 | 1975 | 1982 | 1990 | 1999 | 2010 | 2021 |
| Einwohner                  | 346  | 270  | 246  | 290  | 386  | 416  | 420  | 413  |
| Quellen: Cassini und INSEE |      |      |      |      |      |      |      |      |

## Sehenswürdigkeiten
- Kirche Saint-Martin
- zwei Wassertürme
- Gefallenendenkmal von 1925

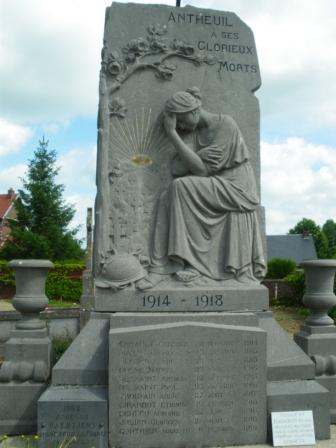
Gefallenendenkmal